# Джоллівілл (Техас)
Джоллівілл (англ. Jollyville) — переписна місцевість (CDP) в США, в округах Вільямсон і Тревіс штату Техас. Населення — 16 151 особа (2010).

## Географія
Джоллівілл розташований за координатами 30°27′17″ пн. ш. 97°45′48″ зх. д. / 30.45472° пн. ш. 97.76333° зх. д. (30.454738, -97.763370).  За даними Бюро перепису населення США в 2010 році переписна місцевість мала площу 7,12 км², з яких 7,12 км² — суходіл та 0,00 км² — водойми.

## Демографія
Згідно з переписом 2010 року, у переписній місцевості мешкала 16 151 особа в 6759 домогосподарствах у складі 4180 родин. Густота населення становила 2268 осіб/км².  Було 7256 помешкань (1019/км²).
Расовий склад населення:
| - 76,6 % — білих - 8,7 % — азіатів - 6,2 % — чорних або афроамериканців - 0,6 % — корінних американців - 0,1 % — вихідців з тихоокеанських островів - 4,1 % — осіб інших рас |

До двох чи більше рас належало 3,7 %. Частка іспаномовних становила 17,1 % від усіх жителів.
За віковим діапазоном населення розподілялося таким чином: 22,8 % — особи молодші 18 років, 71,8 % — особи у віці 18—64 років, 5,4 % — особи у віці 65 років та старші. Медіана віку мешканця становила 34,2 року. На 100 осіб жіночої статі у переписній місцевості припадало 98,5 чоловіків;  на 100 жінок у віці від 18 років та старших — 96,7 чоловіків також старших 18 років.